# Gabriele Pradel

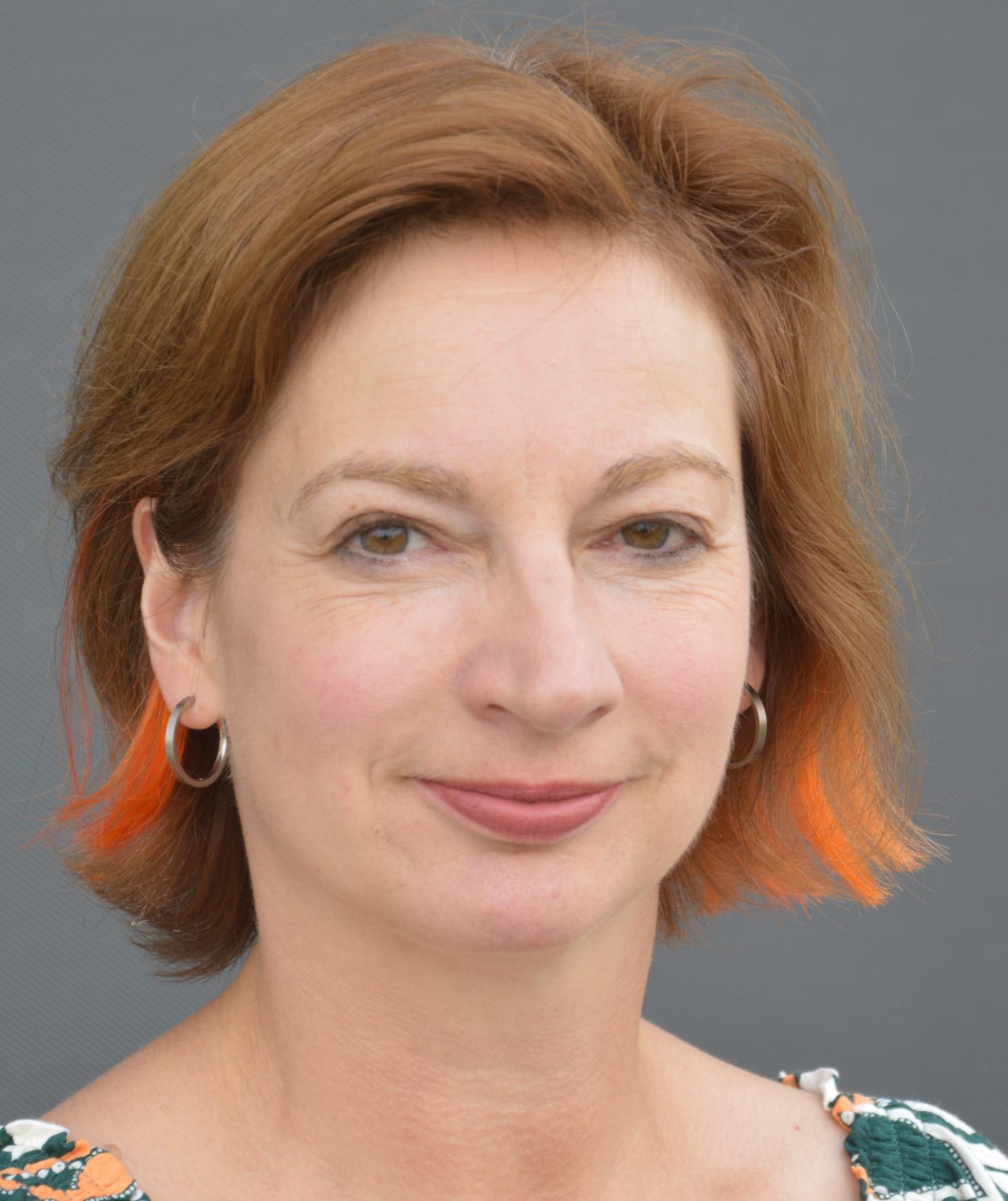
Gabriele Pradel (2020)

Gabriele Pradel (* 8. April 1970 in Bocholt) ist eine deutsche Parasitologin und Zellbiologin.

## Leben
Pradel studierte Biologie an der Justus-Liebig-Universität in Gießen und wurde 1999 an der Johann-Wolfgang-Goethe-Universität in Frankfurt am Main promoviert. Zwischen 1999 und 2001 forschte Pradel zuerst am Department of Medical and Molecular Parasitology der NYU School of Medicine und arbeitete ab 2001 am Department of Microbiology and Immunology des Weill Cornell Medical Colleges. In dieser Zeit beschäftigte sie sich mit zellbiologischen Aspekten der Invasions- und Transmissionsstadien des Malariaerregers Plasmodium. Im Jahr 2005 kehrte sie nach Deutschland zurück und leitete am Zentrum für Infektionsforschung der Julius-Maximilians-Universität in Würzburg eine Emmy-Noether-Nachwuchsgruppe, die sich mit den Malariagametozyten als Zielstrukturen transmissionsblockierender Vakzine beschäftigte. 2008 wurde sie an der Universität Würzburg im Bereich der Zell- und Mikrobiologie habilitiert.
2012 wechselte Gabriele Pradel an die RWTH Aachen, wo sie am Institut für Molekulare Biotechnologie und dem Fraunhofer-Institut für Molekularbiologie und Angewandte Oekologie eine Projektgruppe zur Entwicklung von Malariaimpfstoffen leitete. Im April 2014 wurde Pradel auf eine Heisenbergprofessur berufen. Seither leitet sie als Universitätsprofessorin das Lehr- und Forschungsgebiet „Zelluläre und Angewandte Infektionsbiologie“ an der RWTH Aachen. Die Arbeitsgruppe von Pradel erforscht Zielstrukturen in den Blut- und Sexualstadien des Malariaparasiten Plasmodium falciparum, die für Interventionsmaßnahmen zur Bekämpfung der Malaria genutzt werden können. Im Rahmen des Modellstudiengangs „Medizin“ lehrt Gabriele Pradel die grundständige Zellbiologie und leitet im Masterstudiengang „Biologie“ die Vertiefungsrichtung „Medical Life Sciences“, wo sie die Infektionsbiologie vertritt.
Die Forschungsprojekte von Pradel wurden unter anderem vom Emmy-Noether-Programm und dem Heisenberg-Programm der Deutschen Forschungsgemeinschaft (DFG) gefördert. Für ihre Arbeiten am Malariaerreger wurde Pradel 2010 mit der Karl-Asmund-Rudolphi-Medaille der Deutschen Gesellschaft für Parasitologie und 2018 mit dem Hauptpreis der Deutschen Gesellschaft für Hygiene und Mikrobiologie ausgezeichnet. Seit 2019 fungiert Pradel als Sprecherin des DFG-Schwerpunktprogramms 2225 „Exit Strategies – Wirtszellaustritt intrazellulärer Pathogene“. Pradel ist Mitgründerin und Sprecherin des 2022 gegründeten Verbunds "Infect-Net", einem Netzwerk deutscher Infektionsforscherinnen, das sich dem geschlechtergerechten Dialog mit der Gesellschaft im Rahmen einer proaktiven Infektionsaufklärung widmet.  Des Weiteren arbeitet Pradel seit 2021 als Wissenschaftskolumnistin für die Rheinische Post.